# As Máscaras (Se Deixa Levar)
As Máscaras (Se Deixa Levar) é o primeiro single do álbum As Máscaras da cantora brasileira Claudia Leitte. A canção possui forte presença de música pop com arranjos agitados, dançantes e alegres que a deixa próxima a música eletrônica. Sua letra também contém um verso bíblico. O single foi lançado em 31 de outubro de 2009. No mês de fevereiro de 2010, a canção ocupou a segunda posição da Billboard Hot 100 no Brasil.

## Composição e Lançamento
A canção é composição de Claudia Leitte, Robson Nonato, Tenison Del Rey, Gerson Guimarães e Paulo Vascon. Robson Nonato anteriormente trabalhou com Claudia Leitte nos álbuns Uau! Ao Vivo em Salvador e O Diário de Claudinha do Babado Novo e Ao Vivo em Copacabana da cantora. Claudia Leitte chegou a regravar a canção "Barraco (Escombros)" e "A Camisa e o Botão" de Tenison Del Rey nos álbuns Uau! Ao Vivo em Salvador e O Diário de Claudinha. Para a canção foi necessário diversos instrumentos musicais como guitarra, bateria, baixo elétrico, piano, violino, viola, cello, baixo acústico, percussão, timbales, conga e tama.
No dia 31 de outubro de 2009, a canção foi lançada em um hotsite com download digital gratuito da canção junto com um vídeo apresentando a canção, papéis de parede, descanso de tela, letra da canção, cifra, toque de celular e promoção. No mesmo dia a canção estreou no programa Axé Band da Band FM. Para a divulgação da canção, Claudia Leitte fez um ensaio fotográfico clicado por André Schiliró. Nas fotos, Claudia Leitte aparece de peruca, máscaras, cabelo molhado, maiô, entre outros acessórios e figurinos. Para a divulgação da canção, foram feitos outdoors e banners com as frases: "Vista-se... Dispa-se...", "Sinta o som que vem do chão", "Sacudindo os sentidos", "Na pista, na rua, no ar...", "Venha quem quiser", "Se deixa levar", "Se lança, se joga na dança, se deixa levar...".
Na madrugada do dia 31 de outubro para 1 de novembro de 2009, Claudia Leitte iniciou a segunda etapa da Sette Tour, onde a cantora apresentou a canção ao vivo para o público pela primeira vez.

## Recepção
A música foi muito aprovada pelo público e teve uma recepção excelente, embora seja uma música com diversas influências de outros estilos musicais como música eletrônica, axé e música clássica. A canção alcançou a segunda posição no Hot 100 Brasil, a terceira posição na parada da Billboard Brasil. Em Salvador, Bahia, a canção alcançou o primeiro lugar do ranking regional. No ranking latino-americano a canção alcançou a 25ª posição.

### Críticas
A música não foi grande hit no carnaval de Salvador 2010 (o que coube ao hit Rebolation, do Parangolé), mas conquistou o grande público durante o resto do verão. A letra foi muito elogiada pelos críticos, em geral.

## Divulgação
A canção conseguiu entrar no top 10 de várias radios, foi apresentada em programas de televisão como o programa da Hebe Camargo, Turma do Didi, Casseta e Planeta, Video Show.

## Videoclipe
O videoclipe foi gravado no dia 5 de novembro de 2009 em um clube no bairro das Laranjeiras no Rio de Janeiro. O vídeo da canção mostra a cantora em uma piscina, com imagens intercaladas de Claudia dançando, danças na piscina, Claudia ao vento com um maiô branco e dança com dançarinos com Claudia de máscara. O vídeo faz referência a três outros vídeos: Just Dance, de Lady Gaga (2008), It's Raining Men, de Geri Halliwell (2001) e Call on Me, de Janet Jackson (2006)

## Formatos e faixas
| - Download digital/CD single 1. "As Máscaras (Se Deixa Levar)" - 3:25 - Download digital 1. "As Máscaras (Se Deixa Levar)" - 3:25 2. "As Máscaras (Remix)" - 3:24 | - CD single — ao vivo 1. "As Máscaras (Se Deixa Levar)" (Ao Vivo no Carnatal) - 3:21 - Download digital — South Africa '10 to Brasil '14 1. "As Máscaras (Se Deixa Levar) [South Africa '10 to Brasil '14]" (part. Lira) - 3:12 |

## Desempenho nas paradas

### Parada semanal
| Parada (2009-10)                                | Melhor posição |
| ----------------------------------------------- | -------------- |
| BR Billboard Brasil Hot 100 Airplay             | 2              |
| BR Billboard Brasil Hot Pop & Popular           | 14             |
| BR Billboard Brasil Regional Salvador Hot Songs | 1              |

### Tabelas musicais de final de ano
| Parada (2010)                | Melhor posição |
| ---------------------------- | -------------- |
| BR Billboard Brasil Year End | 9              |

## Créditos da canção
| - Claudia Leitte - vocal, compositora - Robson Nonato - compositor - Tenison Del Rey - compositor, guitarra - Gerson Guimarães - compositor - Paulo Vascon - compositor - Buguelo - bateria - Alan Moraes - baixo elétrico - Mikael Mutti - teclados, piano, programação midi, produtor, arranjo - Deeplick - produtor - Alejandro Vicente - violino - Maurício Takeda - violino - Teco - violino - Gláucia Peruchi - violino - Alex Ximenes - violino - Heitor Fujinami - violino - Alexandre Léon - viola - Abrahão Saraiva - viola - Stella Ortiz - viola | - Paulo Rodrigues - viola - Gustavo Lessa - cello - Júlio Ortiz - cello - Vitor Visoná - cello - Maria Cecília Brucoli - cello - Marco Brucoli - baixo acústico - Paulo Brucoli - baixo acústico - Durval Luz - percussão, solo de timbales - Ivanzinho - percussão - Nino Balla - percussão, solo de congas - Jorge Wallace - percussão, solo de tama - Ana Teresa - vocal - Ângela Lopo - vocal - Gutto Lopes - vocal - Paulinho Caldas - vocal - Nilce Ramos - vocal - Karynne Rosselle - vocal |